# Rebel (serie televisiva)
Rebel è una commedia drammatica americana, ispirata alla vita di Erin Brockovich. Creato da Krista Vernoff, ha debuttato sulla ABC l'8 aprile 2021 e si è conclusa il 10 giugno 2021.
Nel maggio 2021, la serie è stata cancellata dopo una stagione.

## Cast e personaggi

### Principali
- Katey Sagal in Annie "Rebel" Bello[3]
- John Corbett in Grady Bello,[3] il terzo marito di Rebel che sta divorziando da lei
- Lex Scott Davis in Cassidy,[3] un'avvocata e figlia di Rebel e il suo secondo marito, Benji
- Tamala Reneé Jones in Lana,[3] un'investigatrice privata, la migliore amica di Rebel ed ex cognata. È la sorella di Benji e la zia di Cassidy.
- James Lesure in Benji,[3] secondo ex marito di Rebel e padre di Cassidy
- Kevin Zegers in Nate,[3] un medico e figlio di Rebel con il suo primo marito, Woodrow
- Sam Palladio in Luke,[3] un avvocato e un socio presso lo studio legale di Benji
- Ariela Barer in Ziggy,[3] figlia adottiva di Rebel e Grady. È una tossicodipendente in via di guarigione con Lana come suo sponsor.
- Andy García in Julian Cruz,[4] il capo di Rebel che ha perso la moglie dopo aver ricevuto la valvola cardiaca Stonemore

### Ospiti
- Mary McDonnell in Helen Peterson

### Personaggi ricorrenti
- Matthew Glave in Woodrow Flynn, un ufficiale di polizia, il primo ex marito di Rebel e il padre di Nate
- Mo McRae in Amir
- Jalen Thomas Brooks in Sean
- Adam Arkin in Mark Duncan
- Dan Bucatinsky in Jason Erickson
- Abigail Spencer in Dr. Misha Nelson

## Episodi
| Stagione       | Episodi | Prima TV USA | Prima TV Italia |
| -------------- | ------- | ------------ | --------------- |
| Prima stagione | 10      | 2021         |                 |

## Produzione

### Sviluppo
Il 31 ottobre 2019, a Rebel è stato assegnato un episodio pilota dalla ABC. Il 23 gennaio 2020 è stato ordinato. Il 16 settembre 2020, la ABC ha dato il via alla produzione della serie. L'episodio pilota è scritto da Krista Vernoff e diretto da Tara Nicole Weyr. La serie è stata creata da Vernoff, che avrebbe dovuto essere produttore esecutivo insieme a Erin Brockovich, John Davis, John Fox, Andrew Stearn e Alexandre Schmitt. Le società di produzione coinvolte nella serie sarebbero state la Davis Entertainment, la ABC Signature e la Sony Pictures Television. Il 25 gennaio 2021, Marc Webb e Adam Arkin sono stati aggiunti come produttori esecutivi. Il 14 maggio 2021, la ABC ha cancellato la serie dopo una stagione.
Il 15 luglio 2021, la serie ha avviato trattative per trasferirsi su IMDb TV per una potenziale seconda stagione.

### Casting
Dopo l'annuncio dell'ordine dell'episodio pilota, Katey Sagal è stata scelta per recitare. Nel febbraio 2020, John Corbett, James Lesure, Tamala Jones e Ariela Barer si sono uniti al cast principale. Nel marzo 2020, Andy García e Lex Scott Davis sono stati scelti per i ruoli da protagonista. Il 20 settembre 2020, Kevin Zegers e Sam Palladio si sono uniti al cast. Il 25 gennaio 2021, Dan Bucatinsky è stato scelto per un ruolo ricorrente. Il 9 febbraio 2021, Mary McDonnell, Adam Arkin, Matthew Glave e Jalen Thomas Brooks si sono uniti al cast in ruoli ricorrenti. Il 25 febbraio 2021, Abigail Spencer si è unita al cast in un ruolo ricorrente.

### Riprese
Le riprese della serie sono iniziate il 2 dicembre 2020 a Los Angeles, in California.

## Pubblicazione
La serie ha debuttato l'8 aprile 2021 su ABC. Rebel va in onda in Canada su CTV, simulcast con ABC negli Stati Uniti. A livello internazionale, la serie è stata presentata in anteprima su Disney+ sotto l'hub di streaming Star come serie originale, il 28 maggio 2021.